# Douglas Margit lennoxi grófné
Douglas Margit  (Harbottle, Northumberland, Angol Királyság, 1515. október 18. – London, 1578. március 9.), angolul: Margaret Douglas, Countess of Lennox, skót (angol) nyelven: Margaret Douglas, Countess o Lennox, skót gaelül: Maighread Dùbhghlas, Ban-Iarla Leamhnachd, franciául: Marguerite Douglas, comtesse de Lennox, latinul: Margareta Douglas comitissa de Levenax, Lennox grófnéja, a Skót Királyság régensnéje, Stuart Mária skót királynő második anyósa, VI. (Stuart) Jakab skót király apai nagyanyja. Női ágon a walesi eredetű Tudor-ház leszármazottja, VII. (Tudor) Henrik angol király unokája, I. (Véres) Mária és I. Erzsébet angol királynők elsőfokú unokatestvére, és éppen ezért a gyermektelen Erzsébet nem hivatalos örököseként tekintettek rá, hiszen az előnye a menyével, Stuart Máriával szemben az volt, hogy angol születésű. a hátránya volt azonban, hogy katolikus, és bár nem élte túl a nála 18 évvel fiatalabb Erzsébetet, unokája,  Jakab elfoglalhatta a skót mellett az angol trónt is.

## Élete
Édesapja Archibald Douglas, Angus grófja, édesanyja Tudor Margit skót királyné, így V. Jakab skót király húga volt, ezért a menye, I. Mária skót királynő egyben az unokahúga is..
Nyolc gyermeket szült, és bár két fia megérte a nagykorúságot, mégis mindegyik gyermekét ő temette el, és csak két kiskorú unokája élte őt túl.